# غيل أومفيت
غيل أومفيت (2 أغسطس، 1941- 25 أغسطس، 2021) هي عالمة اجتماع هندية ولدت في أمريكا، وناشطة في حقوق الإنسان. كانت كاتبة كثيرة الإنتاج ونشرت العديد من الكتب عن حركة مناهضة الطائفية، وسياسات طبقة المنبوذين وصراعات المرأة في الهند. شاركت أومفيت في حركة المنبوذين والحركة المناهضة للطائفية، وفي الحركات البيئية، وحركات المزارعين والنساء، خاصة مع النساء الريفيات.
كان عنوان أطروحة أومفيت هو التمرد الثقافي في مجتمع استعماري: الحركة المناهضة للإبراهيمية في غرب الهند، 1873-1930.
تشمل كتابات أومفيت العديد من المقالات والكتب عن قضايا النوع الاجتماعي والطبقة والطائفة. إلى جانب إجرائها العديد من المشاريع البحثية، فقد كانت مستشارة لدى منظمة الأغذية والزراعة (إف إيه أو)، وبرنامج الأمم المتحدة الإنمائي (يو إن دي بّي) وأوكسفام (نوفيب) وأستاذة كرسي الدكتور أمبيدكار في المعهد الوطني للعلوم الاجتماعية والعمل الاجتماعي (نيسواس) في أوريسا، وأستاذة في علم الاجتماع في جامعة بيون وأستاذة آسيوية زائرة في معهد نورديك للدراسات الآسيوية، كوبنهاغن. كانت زميلة أقدم (بارزة) في متحف ومكتبة نهرو ومديرة أبحاث في معهد كرانتيفير بابوجي باتانكار.

## سيرة حياتها
ولدت غيل أومفيت في مينيابوليس، ودرست في كلية كارلتون وفي جامعة كاليفورنيا (بركلي)، حيث حصلت على شهادة الدكتوراه في علم الاجتماع عام 1973. عندما ذهبت إلى الهند لأول مرة بين عامي 1963-1964، كانت معلمة لغة إنجليزية في برنامج فولبرايت، وهي مواطنة هندية منذ عام 1983. عاشت في الريف الهندي في بلدة في ولاية ماهاراشترا تسمى كاسيغون مع زوجها، بهارات باتانكار، ووالدة زوجها إندوماتي باتانكار وأولاد عمومتها.
كانت تعمل في السنوات السابقة لوفاتها كمستشارة علم اجتماع في مجال النوع الاجتماعي والبيئة والتنمية الريفية في برنامج الأمم المتحدة الإنمائي (يو إن دي بّي)، وأوكسفام نوفيب (نوفيب) ومؤسسات أخرى. عملت مستشارة لوكالات الأمم المتحدة والمنظمات غير الحكومية، وعملت كأستاذة كرسي الدكتور أمبيكدار في نيسواس في أوريسا، وأستاذة في علم الاجتماع في جامعة بيون، وأستاذة زائرة في معهد نورديك للدراسات الآسيوية في كوبنهاغن، وزميلة أقدم (بارزة) في متحف ومكتبة نهرو التذكارية في نيودلهي. كانت أستاذة زائرة ومنسقة في كلية العدالة الاجتماعية، جامعة بيون وزميلة في المعهد الهندي للدراسات المتقدمة، شيملا. كانت غيل أومفيت أستاذة سابقة لكرسي الدكتور بي آر أمبيدكار للتغيير الاجتماعي والتنمية في جامعة أنديرا غاندي الوطنية المفتوحة (آي جي إن أو يو). توفيت أومفيت بتاريخ 25 أغسطس عام 2021 في ماهارشترا عن عمر يناهز الثمانين عامًا.

## نشاطها
عملت أومفيت مع الحركات الاجتماعية في الهند، بما فيها الحركة المناهضة للطائفية وحركة المنبوذين، والحركة البيئية، وحركات المزارعين، وخاصة مع النساء الريفيات. كانت ناشطة في منظمة شراميك موكتي دال، ومنظمة ستري موكتي سانغارش شالفال اللتان تعملان على قضايا النساء المهجورات في مقاطعات سانغلي وساتارا في جنوبي ماهارشترا، ومنظمة شيتكاري ماهيلا أغادي، التي تعمل على قضايا حق المرأة بالأرض وبالسلطة السياسية.